# Heartbeat (canción de Enrique Iglesias)
«Heartbeat» es una canción del cantante español Enrique Iglesias, tomada de su noveno álbum de estudio, Euphoria. Escrito por Iglesias y sus colaboradores a largo plazo, Jamie Scott y Mark Taylor, y con la participación como co-vocalista de la cantante americana Nicole Scherzinger (exintegrante de las Pussycat Dolls). "Heartbeat" es una melodía basada en el piano, suena futurista e incorpora elementos de música de baile.
La canción fue lanzada como el tercer sencillo del álbum, el 7 de junio de 2010 en los Estados Unidos y más tarde en octubre de 2010 en Francia y el Reino Unido. Los críticos elogiaron la canción por la forma en que las voces de Iglesias y Scherzinger se unen.

## Composición
"Heartbeat" es un mid-tempo dance balada con una melodía de notas futurista en piano. Fue escrito por Iglesias, Jamie Scott y Mark Taylor, quien también produjo la canción. Stephen Thomas Erlewine de Allmusic señaló que la canción tenía una "textura de hielo", mientras que Becky Bain de 'Idolator' señaló que el dúo de voces tienen gran cantidad de emoción.

## Recepción de la crítica
"Heartbeat" recibió críticas generalmente positivas. Robbie Daw de 'Idolator' llama la canción como una "frágil y hermosa" pista, mientras que su colega, Becky Bain, dijo que la canción es un "complemento perfecto para el dúo de voces". Bain dijo también que "'Heartbeat' se mantiene bajo-producido, dejando que las emociones de los dos cantantes brille a través de ella." Erlewine, dijo que la canción no es un estilo viejo de balada, sino que "se basa en las texturas de Ryan Tedder."  Sin embargo Sputnik Music está totalmente en desacuerdo y dijo que la canción sonaba como si hubiera estado en una licuadora. "El cambio de lenta balada de piano a una melodía de baile suena horrible," Heartbeat "hace todo mal, en el sentido de que el gancho de la canción es probablemente la parte menos pegadizas de ella."

## Video musical
El vídeo musical de "Heartbeat" fue dirigido por Hiro Murai y estrenado el 14 de septiembre de 2010. Cuenta con el uso de latido de luces interiores y Scherzinger llevaba un traje de encaje.

### Recepción
Un crítico de 'Current Movie Reviews' dijo: "Nicole Scherzinger y Enrique Iglesias no dejaron de entregar un video sensual para la canción "Heartbeat". Cada momento de su contenido de este vídeo es sensual. La luz eléctrica jugando mientras se ve las siluetas de sus corazones en sus cuerpos es genial. Las imágenes en el salón de los espejos y la forma en que se están buscando el uno al otro lleva al espectador justo al vídeo. Las chispas de estos dos es increíble y yo estaba bastante seguro de que estaba sintiendo que sus corazones laten al unísono , incluso el mío empezó a golpear." Christine Borges de The Miami New Times estuvo de acuerdo con que el video era muy sensual. Ella dijo: "Enrique y Nicole se ponen en algunas posiciones para comprometerse, al mismo tiempo que faltan la mayoría de su ropa. Pero ¿cuánto puede realmente ver? Gracias a efectos de poca iluminación, todas las partes importantes no son realmente visibles. Pero tenemos el conocimiento que están apenas vestidos, y a veces, eso es suficiente. La iluminación da la impresión de un show de rayos láser en sus cuerpos desnudos y, Iglesias ha tendido sus piernas y su cabeza inclinada hacia atrás." Robbie Daw de "Idolator" no podía decir nada malo sobre el video, en lugar de eso se centró en la belleza de ver tanto a Scherzinger como a Iglesias en el mismo video. Él dijo: "En cuanto al video, cualquier cosa que consiguen estos dos es siempre una buena cosa."

## Lista de canciones
- Descarga Digital[9]

1. "Heartbeat" con Nicole Scherzinger – 4:17

- CD Single[10]

1. "Heartbeat" con Nicole Scherzinger – 4:17
2. "Heartbeat" con Nicole Scherzinger (Mark Cave Mix) – 5:04

- Heartbeat - Remixes EP[11]

1. "Heartbeat" (Cutmore Club Mix) – 6:40
2. "Heartbeat" (Cutmore Dub) – 6:50
3. "Heartbeat" (Digital Dog Dub) – 6:08
4. "Heartbeat" (Digital Dog Radio Mix) – 3:43
5. "Heartbeat" (Digital Dog Remix) – 6:05
6. "Heartbeat" (Rudi Wells' Open Heart Remix) – 4:12

## Lista de posiciones
| Lista (2010)                             | Posición máxima |
| ---------------------------------------- | --------------- |
| Australian Singles Chart                 | 5               |
| Bélgica (Ultratip Flandes)               | 36              |
| Bélgica (Ultratip Wallonia)              | 2               |
| Canadá (Canadian Hot 100)                | 72              |
| Dinamarca (Tracklisten)                  | 4               |
| Eslovaquia (IFPI)                        | 1               |
| European Hot 100                         | 30              |
| Irlanda (IRMA)                           | 1               |
| Italia (FIMI)                            | 19              |
| Nueva Zelanda (RIANZ)                    | 9               |
| Países Bajos (Dutch Top 40)              | 29              |
| Suecia (Sverigetopplistan)               | 52              |
| UK Singles (The Official Charts Company) | 8               |

## Fecha de lanzamiento
| País           | Fecha                | Formato          | Disquera           |
| -------------- | -------------------- | ---------------- | ------------------ |
| Estados Unidos | 7 de junio de 2010   | Descarga digital | Universal Republic |
| Canadá         | 7 de junio de 2010   | Descarga digital | Universal Music    |
| Australia      | 14 de junio de 2010  | Descarga digital | Universal Music    |
| Reino Unido    | 3 de octubre de 2010 | Descarga digital | Polydor Records    |
| Francia        | 3 de octubre de 2010 | Descarga digital | Universal Music    |
| Reino Unido    | 4 de octubre de 2010 | CD single        | Polydor Records    |